# Єгипет на літніх Олімпійських іграх 1988
Єгипет брав участь у Літніх Олімпійських іграх 1988 року у Сеулі (Республіка Корея) ушістнадцяте за свою історію, але не завоював жодної медалі. Серед 49 спортсменів була 1 жінка.